# Geastrum velutinum
Geastrum velutinum är en svampart som beskrevs av Morgan 1895. Geastrum velutinum ingår i släktet jordstjärnor och familjen jordstjärnor.   Inga underarter finns listade i Catalogue of Life.